# Spora Luksemburg
CA Spora Luxembourg – luksemburski klub piłkarski z siedzibą w mieście Luksemburg, stolicy państwa.

## Osiągnięcia
- Mistrz Luksemburga (11): 1924/25, 1927/28, 1928/29, 1933/34, 1934/35, 1935/36, 1937/38, 1948/49, 1955/56, 1960/61, 1988/89
- Wicemistrz Luksemburga (10): 1923/24, 1925/26, 1929/30, 1930/31, 1932/33, 1944/45, 1951/52, 1958/59, 1966/67, 1987/88
- Puchar Luksemburga (8): 1927/28, 1931/32, 1939/40, 1949/50, 1956/57, 1964/65, 1965/66, 1979/80
- Finał pucharu Luksemburga (8): 1924/25, 1928/29, 1929/30, 1930/31, 1933/34, 1944/45, 1962/63, 1986/87
- Udział w PEMK (3): 1956/57, 1961/62, 1989/90
- Udział w PEZP (3): 1965/66, 1966/67, 1980/81
- Udział w PUEFA (5): 1964/65, 1967/68, 1987/88, 1991/92, 1992/93

## Historia
Klub Spora założony został w 1923 roku w wyniku fuzji dwóch czołowych klubów z początków luksemburskiego futbolu – Racing Club Luksemburg i Sporting Club Luksemburg. Przez pierwsze 17 lat swego istnienia Spora toczyła boje o miano najlepszego w kraju klubu z klubem Red Boys z miasta Differdange. Chociaż Red Boys zdobył w tym okresie więcej mistrzowskich tytułów, Spora za to była niedościgniona w liczbie zebranych tytułów wicemistrzowskich.
Po II wojnie światowej Spora wciąż odnosiła sukcesy (choć nieco rzadziej niż przed wojną). Do swoich przedwojennych zdobyczy klub dorzucił cztery mistrzostwa i pięć pucharów. W roku 1956 Spora odniosła jeden z największych sukcesów w historii klubowego futbolu Luksemburga, pokonując drużynę mistrzów zachodnich Niemiec Borussię Dortmund.
W roku 2005 nie odnosząca od dłuższego czasu większych sukcesów Spora połączyła się z dwoma innymi klubami – CS Alliance 01 i Union Sportive Luxembourg, tworząc klub Racing Football Club Union Lëtzebuerg.

## Europejskie puchary
Legenda do wszystkich tabel:
- Q – runda eliminacyjna, 1/16, 1/8, 1/4, 1/2 – odpowiednia faza rozgrywek, Grupa – runda grupowa, 1r gr – pierwsza runda grupowa, 2r gr – druga runda grupowa, F – finał, R – runda, PO – play-off
- k. – rzuty karne, los. – losowanie, Dogr. – dogrywka, w. – zasada bramek strzelonych na wyjeździe

| Sezon   | Rozgrywki                 | Runda | Przeciwnik          | Dom | Wyjazd | Ogólnie      |
| ------- | ------------------------- | ----- | ------------------- | --- | ------ | ------------ |
| 1956/57 | Puchar Europy             | Q     | Borussia Dortmund   | 2–1 | 3–4    | 5–5, 0–7 (N) |
| 1961/62 | Puchar Europy             | 1R    | Boldklubben 1913    | 0–6 | 2–9    | 2–15         |
| 1964/65 | Puchar Miast Targowych    | 1R    | FC Basel            | 1–0 | 0–2    | 1–2          |
| 1965/66 | Puchar Zdobywców Pucharów | 1R    | 1. FC Magdeburg     | 0–2 | 0–1    | 0–3          |
| 1966/67 | Puchar Zdobywców Pucharów | 1R    | Shamrock Rovers     | 1–4 | 1–4    | 2–8          |
| 1967/68 | Puchar Miast Targowych    | 1R    | Leeds United        | 0–9 | 0–7    | 0–16         |
| 1980/81 | Puchar Zdobywców Pucharów | 1R    | Sparta Praga        | 0–6 | 0–6    | 0–12         |
| 1987/88 | Puchar UEFA               | 1R    | Feyenoord           | 2–5 | 0–5    | 2–10         |
| 1989/90 | Puchar Europy             | 1R    | Real Madryt         | 0–3 | 0–6    | 0–9          |
| 1991/92 | Puchar UEFA               | 1R    | Eintracht Frankfurt | 0–5 | 1–6    | 1–11         |
| 1992/93 | Puchar UEFA               | 1R    | Sheffield Wednesday | 1–2 | 1–8    | 2–10         |